# Afrique du Sud aux Jeux olympiques d'été de 2012
L'Afrique du Sud participe aux Jeux olympiques d'été de 2012 à Londres au Royaume-Uni du 27 juillet au 12 août 2012. Il s'agit de sa 18e participation à des Jeux d'été.
La délégation sud-africaine comprend en particulier Oscar Pistorius, multiple champion paralympique, qui s'est qualifié pour le relais 4 × 400 mètres. Il devient ainsi « le premier coureur amputé à prendre part aux Jeux olympiques ».

## Médaillés
| Sport                   | Discipline                           | Athlète(s)                                              | Performance    | Date       |
| Médailles d'or : 4      |                                      |                                                         |                |            |
| Athlétisme              | 800 m femmes                         | Caster Semenya                                          | 1 min 57 s 23  | 11 août    |
| Natation                | 100 m brasse hommes                  | Cameron van der Burgh                                   | 58 s 46        | 29 juillet |
| Natation                | 200 m papillon hommes                | Chad le Clos                                            | 1 min 52 s 96  | 31 juillet |
| Aviron                  | Quatre de pointe poids légers hommes | James Thompson Matthew Brittain John Smith Sizwe Ndlovu | 6 min 02 s 84  | 2 août     |
| Médailles d'argent : 1  |                                      |                                                         |                |            |
| Natation                | 100 m papillon hommes                | Chad le Clos                                            | 51 s 44        | 3 août     |
| Médailles de bronze : 1 |                                      |                                                         |                |            |
| Canoë-kayak             | K1 500 m femmes                      | Bridgette Hartley                                       | 1 min 52 s 923 | 9 août     |

| Sport       |   |   |   | Total |
| Athlétisme  | 1 | - | - | 1     |
| Aviron      | 1 | - | - | 1     |
| Canoë-kayak | - | - | 1 | 1     |
| Natation    | 2 | 1 | - | 3     |
| Total       | 4 | 1 | 1 | 6     |

## Athlétisme
Les athlètes sud-africains ont jusqu'ici atteint les minima de qualification dans les épreuves d'athlétisme suivantes (pour chaque épreuve, un pays peut engager trois athlètes à condition qu'ils aient réussi chacun les minima A de qualification, un seul athlète par nation est inscrit sur la liste de départ si seuls les minima B sont réussis), :
Hommes
Courses
| Épreuve          | Athlète                                                                      | Séries   | Séries | Quarts de finale | Quarts de finale | Demi-finales | Demi-finales | Finale   | Finale |
| Épreuve          | Athlète                                                                      | Résultat | Rang   | Résultat         | Rang             | Résultat     | Rang         | Résultat | Rang   |
| ---------------- | ---------------------------------------------------------------------------- | -------- | ------ | ---------------- | ---------------- | ------------ | ------------ | -------- | ------ |
| 200 mètres       | Anaso Jobodwana                                                              | 20.46    | 2e Q   | NC               | NC               | 20.27        | 2e Q         | 20.69    | 8e     |
| 400 mètres       | Oscar Pistorius                                                              | 45.44    | 2e Q   | NC               | NC               | 46.54        | 8e           | -        | -      |
| 800 mètres       | André Olivier                                                                | 1:46.42  | 3e Q   | NC               | NC               | 1:45.44      | 5e           | -        | -      |
| 110 mètres haies | Lehann Fourie                                                                | 13.49    | 2e Q   | NC               | NC               | 13.28        | 3e q         | 13.53    | 7e     |
| 400 mètres haies | Cornel Fredericks                                                            | 52.29    | 8e     | NC               | NC               | -            | -            | -        | -      |
| 400 mètres haies | Louis van Zyl                                                                | 50.31    | 6e     | NC               | NC               | -            | -            | -        | -      |
| 4 × 400 m        | Willem de Beer Shaun de Jager Ofentse Mogawane Oscar Pistorius Louis van Zyl | DNF      | -      | NC               | NC               | -            | -            | -        | -      |
| 50 km marche     | Marc Mundell                                                                 | NC       | NC     | NC               | NC               | NC           | NC           | 3:55.32  | 32e    |
| Marathon         | Lusapho April                                                                | NC       | NC     | NC               | NC               | NC           | NC           | 2:19.00  | 43e    |
| Marathon         | Stephen Mokoka                                                               | NC       | NC     | NC               | NC               | NC           | NC           | 2:19.52  | 49e    |
| Marathon         | Coolboy Ngamole                                                              | NC       | NC     | NC               | NC               | NC           | NC           | DNF      | -      |

Concours
| Épreuve          | Athlète                | Qualification | Qualification | Finale   | Finale |
| Épreuve          | Athlète                | Distance      | Rang          | Distance | Rang   |
| ---------------- | ---------------------- | ------------- | ------------- | -------- | ------ |
| Saut en longueur | Godfrey Khotso Mokoena | 8.02          | 5e Q          | 7.93     | 8e     |

Combinés – Décathlon
| Athlète         | Épreuve  | 100 m      | SL   | LP    | SH         | 400 m      | 110 H      | LD         | SP   | LJ    | 1500 m  | Total | Rang |
| --------------- | -------- | ---------- | ---- | ----- | ---------- | ---------- | ---------- | ---------- | ---- | ----- | ------- | ----- | ---- |
| Willem Coertzen | Résultat | 11.09 (SB) | 7.17 | 13.79 | 2.05 (=PB) | 48.56 (PB) | 14.15 (PB) | 43.58 (PB) | 4.50 | 64.79 | 4.26.52 | 8173  | 9e   |
| Willem Coertzen | Points   | 841        | 854  | 715   | 850        | 882        | 955        | 738        | 760  | 810   | 768     | 8173  | 9e   |

Femmes
| Épreuve    | Athlète           | Séries   | Séries | Quarts de finale | Quarts de finale | Demi-finales | Demi-finales | Finale   | Finale |
| Épreuve    | Athlète           | Résultat | Rang   | Résultat         | Rang             | Résultat     | Rang         | Résultat | Rang   |
| ---------- | ----------------- | -------- | ------ | ---------------- | ---------------- | ------------ | ------------ | -------- | ------ |
| 800 mètres | Caster Semenya    | 2:00.71  | 2e     | NC               | NC               | 1:57.67      | 1er          | 1:57.23  | 2e     |
| Marathon   | René Kalmer       | NC       | NC     | NC               | NC               | NC           | NC           | 2:30.51  | 35e    |
| Marathon   | Tanith Maxwell    | NC       | NC     | NC               | NC               | NC           | NC           | 2:40.27  | 81e    |
| Marathon   | Irvette van Blerk | NC       | NC     | NC               | NC               | NC           | NC           | DNF      | -      |

Concours
| Épreuve           | Athlète         | Qualification | Qualification | Finale   | Finale |
| Épreuve           | Athlète         | Distance      | Rang          | Distance | Rang   |
| ----------------- | --------------- | ------------- | ------------- | -------- | ------ |
| Lancer du javelot | Sunette Viljoen | 65.92         | 3e Q          | 64.53    | 4e     |

## Aviron
Hommes
| Athlète                                                 | Compétition                      | Séries  | Séries | Repêchage | Repêchage | Quarts de finale | Quarts de finale | Demi-finales | Demi-finales | Finales | Finales |
| Athlète                                                 | Compétition                      | Temps   | Rang   | Temps     | Rang      | Temps            | Rang             | Temps        | Rang         | Temps   | Rang    |
| ------------------------------------------------------- | -------------------------------- | ------- | ------ | --------- | --------- | ---------------- | ---------------- | ------------ | ------------ | ------- | ------- |
| Matthew Brittain Sizwe Ndlovu John Smith James Thompson | Quatre sans barreur poids légers | 5:54.62 | 2e     | -         | -         | NC               | NC               | 6:04.21      | 2e           | 6:02.84 | 1er     |

Femmes
| Athlète                      | Compétition       | Séries  | Séries | Repêchage | Repêchage | Quarts de finale | Quarts de finale | Demi-finales | Demi-finales | Finales A | Finales A | Finales B | Finales B |
| Athlète                      | Compétition       | Temps   | Rang   | Temps     | Rang      | Temps            | Rang             | Temps        | Rang         | Temps     | Rang      | Temps     | Rang      |
| ---------------------------- | ----------------- | ------- | ------ | --------- | --------- | ---------------- | ---------------- | ------------ | ------------ | --------- | --------- | --------- | --------- |
| Lee-Ann Persse Naydene Smith | Deux sans barreur | 7:14.31 | 4e     | 7:18.96   | 5e        | NC               | NC               | NC           | NC           | -         | -         | 7:56.40   | 2e        |

## Badminton
| Athlète                         | Compétition      | Phase de groupe                                                  | Phase de groupe                                              | Phase de groupe                                                     | Phase de groupe | 8e de finale     | Quarts de finale | Demi-finales     | Finale           | Finale |
| Athlète                         | Compétition      | Adversaire Score                                                 | Adversaire Score                                             | Adversaire Score                                                    | Rang            | Adversaire Score | Adversaire Score | Adversaire Score | Adversaire Score | Rang   |
| ------------------------------- | ---------------- | ---------------------------------------------------------------- | ------------------------------------------------------------ | ------------------------------------------------------------------- | --------------- | ---------------- | ---------------- | ---------------- | ---------------- | ------ |
| Dorian James Willem Viljoen     | Double messieurs | Battu par Mathias Boe / Carsten Mogensen (DEN) 0-2 (6-21, 12-21) | Battu par Chai Biao / Guo Zhendong (CHN) 0-2 (8-21, 13-21)   | Battu par Vladimir Ivanov / Ivan Sozonov (RUS) 0-2 (13-21, 15-21)   | 4e              | NC               | -                | -                | -                | -      |
| Michelle Edwards Annari Viljoen | Double dames     | Battu par Ha Jung-eun / Kim Min-jung (KOR) 0-2 (8-21, 7-21)      | Battu par Leanne Choo / Renuga Veeran (AUS) 0-2 (9-21, 7-21) | Battu par Meiliana Jauhari / Greysia Polii (INA) 0-2 (18-21, 10-21) | 4e              | NC               | -                | -                | -                | -      |

## Canoë-kayak

### Course en ligne
L'Afrique du Sud a qualifié des bateaux pour les épreuves suivantes :
- K1 - 1000 mètres hommes - 1 place
- C1 - 1000 mètres hommes - 1 place
- K1 - 500 mètres femmes - 1 place

## Cyclisme

### Cyclisme sur route
En cyclisme sur route, l'Afrique du Sud a qualifié un homme et trois femmes.
hommes
| Athlète     | Compétition            | Temps   | Rang |
| ----------- | ---------------------- | ------- | ---- |
| Daryl Impey | Course en ligne hommes | 5:46:37 | 40e  |

femmes
| Athlète              | Compétition             | Temps       | Rang |
| -------------------- | ----------------------- | ----------- | ---- |
| Ashleigh Moolman     | Course en ligne femmes  | 3:35.56     | 16e  |
| Ashleigh Moolman     | Contre-la-montre femmes | 42:23.57    | 24e  |
| Robyn de Groot       | Course en ligne femmes  | hors délais | -    |
| Joanna van de Winkel | Course en ligne femmes  | 3:35.56     | 28e  |

### Cyclisme sur piste
| Athlète             | Compétition                 | Qualification            | Seizièmes de finale                 | Repêchages                                | Huitièmes de finale            | Repêchages                                         | Quarts de finale         | Demi-finales             | Match pour le bronze     | Match pour le bronze | Finale                   | Finale | Match 9e-12e Places                                             | Match 9e-12e Places |
| Athlète             | Compétition                 | Temps Vitesse            | Adversaire Temps Vitesse            | Adversaire Temps Vitesse                  | Adversaire Temps Vitesse       | Adversaire Temps Vitesse                           | Adversaire Temps Vitesse | Adversaire Temps Vitesse | Adversaire Temps Vitesse | Rang                 | Adversaire Temps Vitesse | Rang   | Adversaire Temps Vitesse                                        | Rang                |
| ------------------- | --------------------------- | ------------------------ | ----------------------------------- | ----------------------------------------- | ------------------------------ | -------------------------------------------------- | ------------------------ | ------------------------ | ------------------------ | -------------------- | ------------------------ | ------ | --------------------------------------------------------------- | ------------------- |
| Bernard Esterhuizen | Vitesse individuelle hommes | 10 s 350 69,565 km/h 15e | Förstemann D (11 s 100 64,864 km/h) | Mazquiaran& Miao V (10 s 762 66,902 km/h) | Kenny D (10 s 363 69,477 km/h) | Förstemann& Kelemen (CZE) D (10 s 881 66,170 km/h) | -                        | -                        | -                        | -                    | -                        | -      | Nakagawa& Kelemen (CZE)& Canelón (VEN) D (10 s 950 65,753 km/h) | 11e                 |

### VTT
| Athlète           | Compétition              | Temps   | Rang |
| ----------------- | ------------------------ | ------- | ---- |
| Philip Buys       | Cross-country VTT hommes | 1:40:11 | 35e  |
| Burry Stander     | Cross-country VTT hommes | 1:29:37 | 5e   |
| Candice Neethling | Cross-country VTT femmes | 1:45:03 | 28e  |

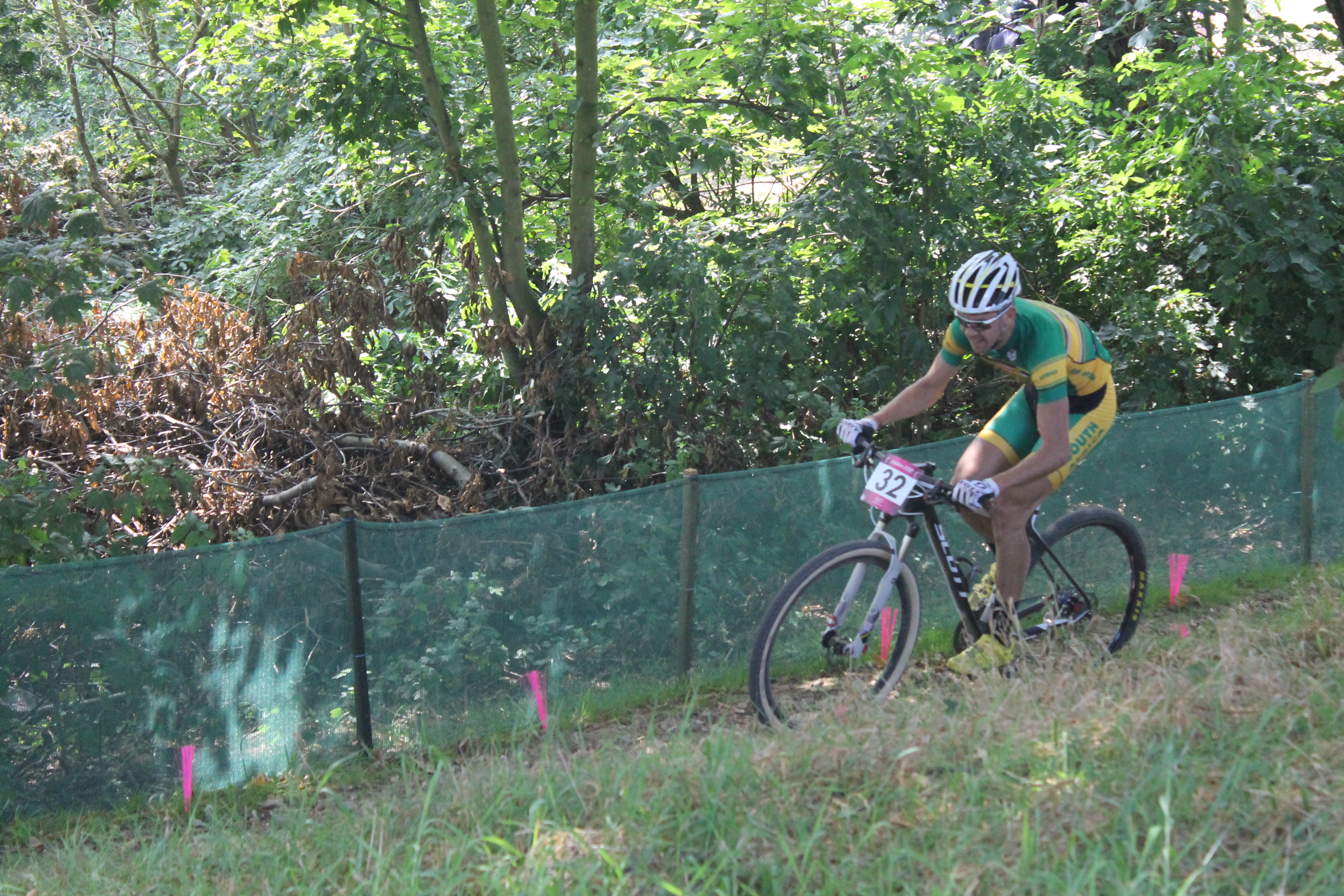
Philip Buys
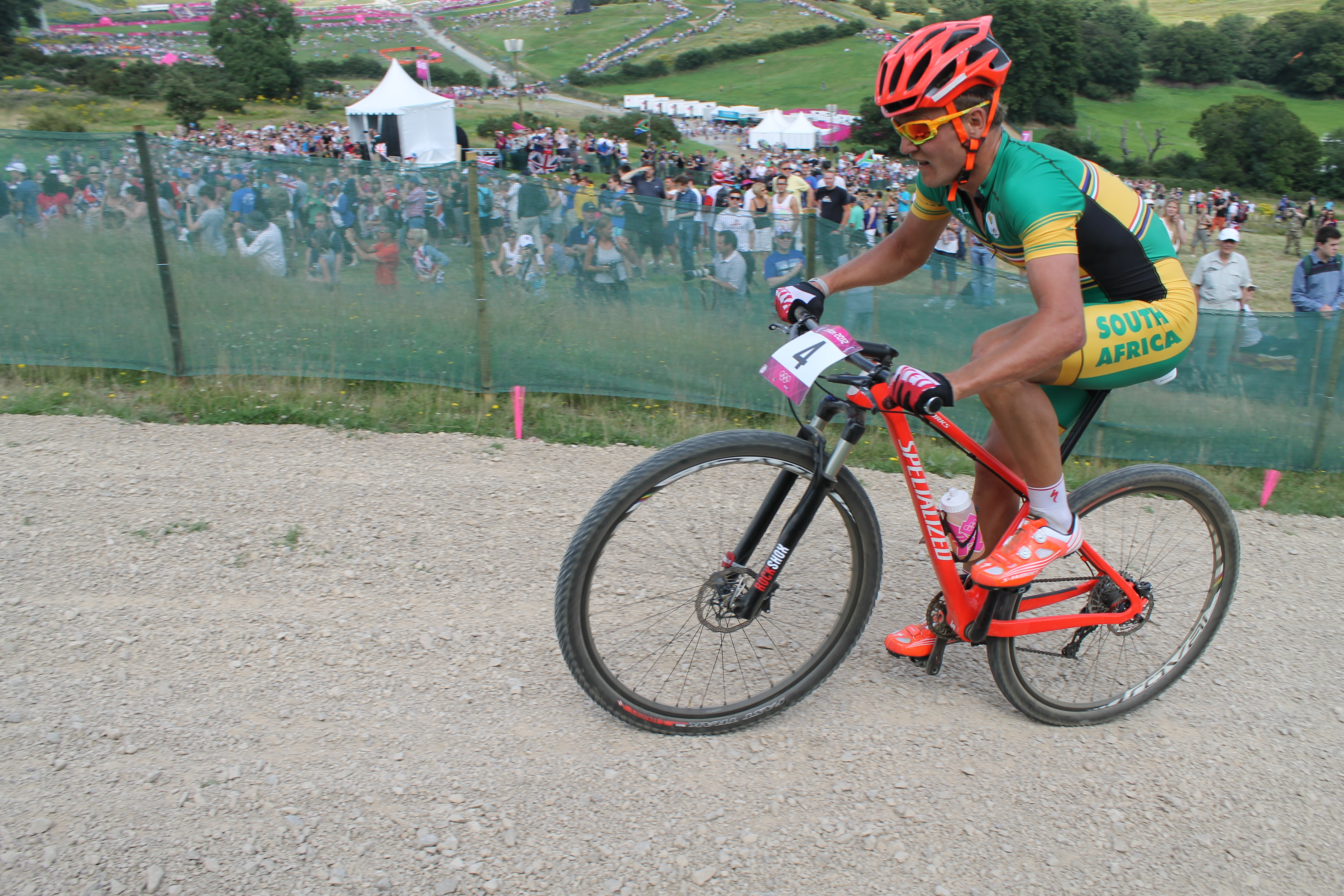
Burry Stander
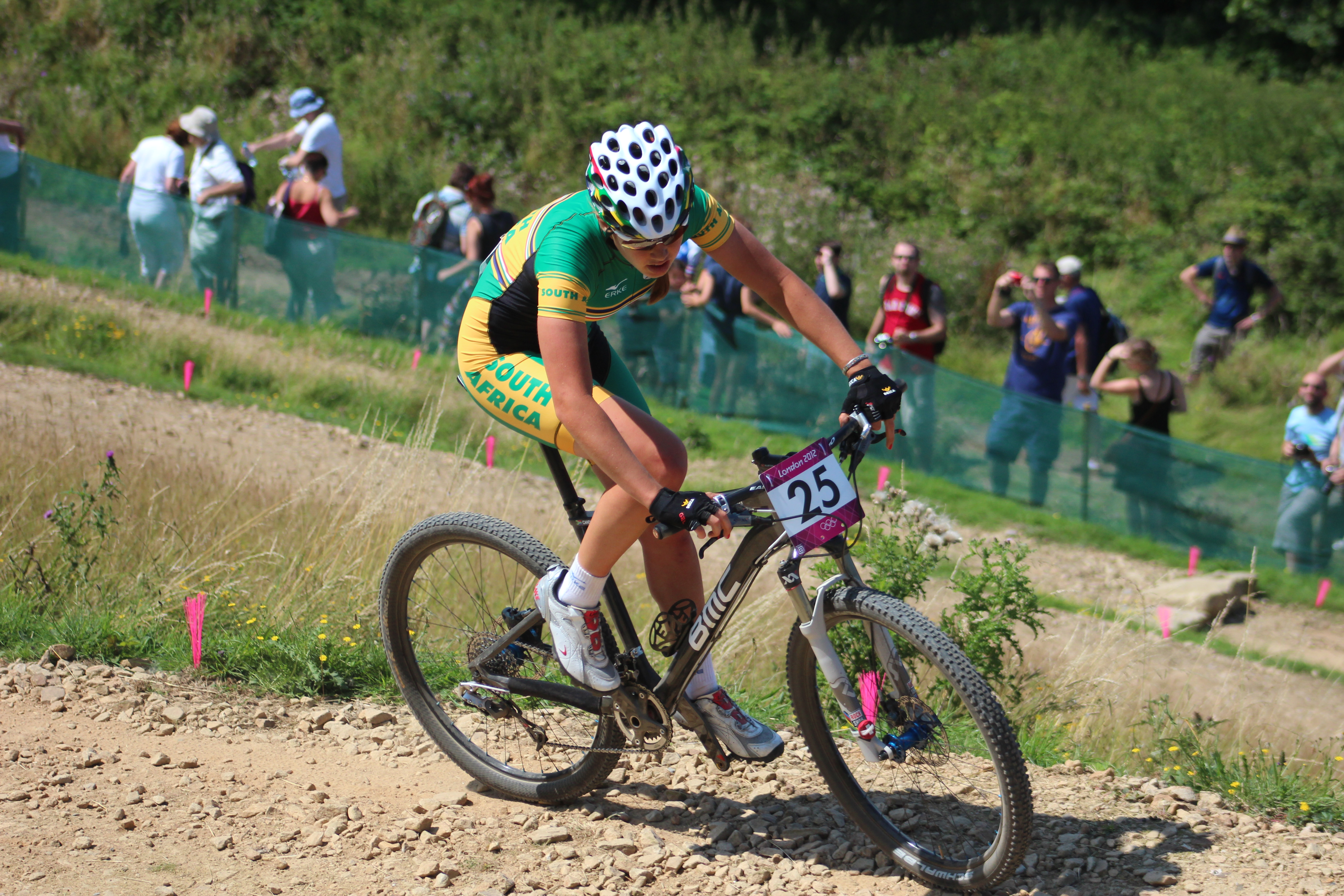
Candice Neethling

### BMX
| Athlète       | Compétition | Manche de répartition | Manche de répartition | Quarts de finale | Quarts de finale | Demi-finales | Demi-finales | Finale   | Finale |
| Athlète       | Compétition | Résultat              | Rang                  | Résultat         | Rang             | Résultat     | Rang         | Résultat | Rang   |
| ------------- | ----------- | --------------------- | --------------------- | ---------------- | ---------------- | ------------ | ------------ | -------- | ------ |
| Sifiso Nhlapo | BMX hommes  | 40.788                | 30e                   | 27               | 8e               | -            | -            | -        | -      |

## Équitation

### Concours complet
| Athlète             | Cheval | Compétition | Dressage  | Dressage | Cross-country | Cross-country | Saut d'obstacles | Saut d'obstacles | Saut d'obstacles | Saut d'obstacles | Total     | Total |
| Athlète             | Cheval | Compétition | Dressage  | Dressage | Cross-country | Cross-country | Qualification    | Qualification    | Finale           | Finale           | Total     | Total |
| Athlète             | Cheval | Compétition | Pénalités | Rang     | Pénalités     | Rang          | Pénalités        | Rang             | Pénalités        | Rang             | Pénalités | Rang  |
| ------------------- | ------ | ----------- | --------- | -------- | ------------- | ------------- | ---------------- | ---------------- | ---------------- | ---------------- | --------- | ----- |
| Alexander Peternell | Asih   | Individuel  | 70.40     | 72e      | 116.40        | 56e           | 7.00             | 49e              | -                | -                | 123.40    | 49e   |

## Football
L'équipe d'Afrique du Sud de football féminin s'est qualifiée pour la première fois pour les Jeux.

### Tournoi féminin
Classement
| Rang | Équipe         | Pts | J | G | N | P | Bp | Bc | Diff |
| ---- | -------------- | --- | - | - | - | - | -- | -- | ---- |
| 1    | Suède          | 5   | 3 | 1 | 2 | 0 | 6  | 3  | +3   |
| 2    | Japon          | 5   | 3 | 1 | 2 | 0 | 2  | 1  | +1   |
| 3    | Canada         | 4   | 3 | 1 | 1 | 1 | 6  | 4  | +2   |
| 4    | Afrique du Sud | 1   | 3 | 0 | 1 | 2 | 1  | 7  | -6   |

|  | Qualifié pour le deuxième tour de la compétition.                                                                  |
|  | Pts points ; G victoires ; N match nuls ; P défaites Bp buts marqués ; Bc buts encaissés ; Diff différence de buts |

Matchs
| 25 juillet 2012 | Suède                                                                         | 4-1   | Afrique du Sud    | Stade de la ville de Coventry, Coventry |                                   |
| 19h45 CEST      | 7e Nilla Fischer · 20e Lisa Dahlkvist · 21e Lotta Schelin · 63e Lotta Schelin | (3-0) | 60e Portia Modise | Arbitrage : Jesica Salome Di Orio       | Arbitrage : Jesica Salome Di Orio |
| 19h45 CEST      | Rapport                                                                       |       |                   | Arbitrage : Jesica Salome Di Orio       | Arbitrage : Jesica Salome Di Orio |

| 28 juillet 2012 | Canada                                                                | 3 - 0   | Afrique du Sud | Stade de la ville de Coventry, Coventry       |                                               |
| 14h45 CEST      | 7e Melissa Tancredi · 58e Christine Sinclair · 86e Christine Sinclair | (1 - 0) |                | Spectateurs : 14 753 Arbitrage : John Herdman | Spectateurs : 14 753 Arbitrage : John Herdman |
| 14h45 CEST      | Rapport                                                               |         |                | Spectateurs : 14 753 Arbitrage : John Herdman | Spectateurs : 14 753 Arbitrage : John Herdman |

| 31 juillet 2012 | Japon   | 0 - 0   | Afrique du Sud | Millennium, Cardiff                           |                                               |
| 14h30 CEST      |         | (0 - 0) |                | Spectateurs : 24 202 Arbitrage : Thalia Mitsi | Spectateurs : 24 202 Arbitrage : Thalia Mitsi |
| 14h30 CEST      | Rapport |         |                | Spectateurs : 24 202 Arbitrage : Thalia Mitsi | Spectateurs : 24 202 Arbitrage : Thalia Mitsi |

## Hockey sur gazon
- L'équipe d'Afrique du Sud féminine de hockey sur gazon s'est qualifiée pour les jeux.

| Rang | Équipe           | Pts | J | V | N | P | BP | BC | Diff |
| ---- | ---------------- | --- | - | - | - | - | -- | -- | ---- |
| 1    | Argentine        | 10  | 5 | 3 | 1 | 1 | 12 | 4  | +8   |
| 2    | Nouvelle-Zélande | 10  | 5 | 3 | 1 | 1 | 9  | 5  | +4   |
| 3    | Australie        | 10  | 5 | 3 | 1 | 1 | 5  | 2  | +3   |
| 4    | Allemagne        | 7   | 5 | 2 | 1 | 2 | 6  | 7  | -1   |
| 5    | Afrique du Sud   | 3   | 5 | 1 | 0 | 4 | 9  | 14 | -5   |
| 6    | États-Unis       | 3   | 5 | 1 | 0 | 4 | 4  | 13 | -9   |

|  | Qualifié pour les quarts de finale                                                                                                 |
|  | Dispute les matchs de classements                                                                                                  |
|  | Pts : Points gagnés • J Joués • V : Victoires • N : Matchs nuls • P : Perdus BP : Buts pour • BC : Buts contre • Diff : Différence |

Le détail des rencontres est le suivant :
| 29 juillet | Argentine | 7 - 1   | Afrique du Sud | Copper Box, Londres                      |                                          |
| ?? h ??    |           | (5 - 1) |                | Arbitrage : Nenad Krstic et Peter Ljubic | Arbitrage : Nenad Krstic et Peter Ljubic |
| ?? h ??    | Rapport   |         |                | Arbitrage : Nenad Krstic et Peter Ljubic | Arbitrage : Nenad Krstic et Peter Ljubic |

## Judo
| Athlète        | Compétition           | 1/32 de finale      | 1/16 de finale      | 1/8 de finale                 | Quarts de finale    | Demi-finales        | Repêchage 1         | Repêchage 2         | Finale              | Finale |
| Athlète        | Compétition           | Adversaire Résultat | Adversaire Résultat | Adversaire Résultat           | Adversaire Résultat | Adversaire Résultat | Adversaire Résultat | Adversaire Résultat | Adversaire Résultat | Rang   |
| -------------- | --------------------- | ------------------- | ------------------- | ----------------------------- | ------------------- | ------------------- | ------------------- | ------------------- | ------------------- | ------ |
| Gideon van Zyl | Moins de 73 kg hommes | NC                  | NC                  | Rustam Orujov (AZE) 0101/1000 | -                   | -                   | -                   | -                   | -                   | -      |

## Natation
Les nageurs sud-africains ont jusqu'ici atteint les minima de qualification dans les épreuves suivantes (au maximum 2 nageurs peuvent être qualifiés s'ils ont réussi les minima olympiques et un seul nageur pour les minima propres à chaque sélection), :
| Athlète               | Épreuve            | Séries   | Séries        | Demi-finales | Demi-finales | Finale                       | Finale |
| Athlète               | Épreuve            | Temps    | Rang          | Temps        | Rang         | Temps                        | Rang   |
| --------------------- | ------------------ | -------- | ------------- | ------------ | ------------ | ---------------------------- | ------ |
| Gideon Louw           | 100 m nage libre   | 48.29    | 2e            | 48.44        | 9e (éliminé) | -                            | -      |
| Graeme Moore          | 100 m nage libre   | 49.29    | 21e (éliminé) | -            | -            | -                            | -      |
| Heerden Herman        | 1 500 m nage libre | 15:25.71 | 21e           | NC           | NC           | -                            | -      |
| Cameron van der Burgh | 100 m brasse       | 59.79    | 6e            | 58.83 (RO)   | 1er          | 58.46 (RN), (RA), (RO), (RM) | 1er    |
| Chad le Clos          | 400 m 4 nages      | 4:12.24  | 2e            | NC           | NC           | 4:12.42                      | 5e     |
| Chad le Clos          | 200 m papillon     | 1:55.23  | 4e            | 1:54.34 (RN) | 2e           | 1:52.96 (RN)                 | 1er    |
| Riaan Schoeman        | 400 m 4 nages      | 4:17.22  | 19e (éliminé) | NC           | NC           | –                            | –      |

| Athlète     | Épreuve          | Séries  | Séries | Demi-finales | Demi-finales | Finale | Finale |
| Athlète     | Épreuve          | Temps   | Rang   | Temps        | Rang         | Temps  | Rang   |
| ----------- | ---------------- | ------- | ------ | ------------ | ------------ | ------ | ------ |
| Wendy Trott | 800 m nage libre | 8:28.98 | 12e    | NC           | NC           | -      | -      |

## Tir
L'Afrique du Sud possède une place pour les épreuves de tir.
| Athlète        | Compétition        | Qualification | Qualification | Finale | Finale |
| Athlète        | Compétition        | Points        | Rang          | Points | Rang   |
| -------------- | ------------------ | ------------- | ------------- | ------ | ------ |
| Alistair Davis | Double trap hommes | 132           | 15e           | NC     | NC     |

## Tir à l'arc
Femmes
| Athlète       | Compétition | Tour préliminaire | Tour préliminaire | 1er tour                     | 2e tour          | 3e tour          | Quarts de finale | Demi-finales     | Finale           | Finale        |
| Athlète       | Compétition | Score             | Rang              | Adversaire Score             | Adversaire Score | Adversaire Score | Adversaire Score | Adversaire Score | Adversaire Score | Rang          |
| ------------- | ----------- | ----------------- | ----------------- | ---------------------------- | ---------------- | ---------------- | ---------------- | ---------------- | ---------------- | ------------- |
| Karen Hultzer | Individuel  | 631               | 46                | Lionetti (ITA) (19) Perd 2-6 | Pas qualifiée    | Pas qualifiée    | Pas qualifiée    | Pas qualifiée    | Pas qualifiée    | Pas qualifiée |

## Volley-ball

### Beach-volley
| Athlète                         | Compétition      | Tour préliminaire | Classement | Rattrapage        | Huitièmes de finale | Quarts de finale  | Demi-finales      | Finale            | Finale |
| Athlète                         | Compétition      | Adversaires Score | Classement | Adversaires Score | Adversaires Score   | Adversaires Score | Adversaires Score | Adversaires Score | Rang   |
| ------------------------------- | ---------------- | --- | ---------- | ----------------- | ------------------- | ----------------- | ----------------- | ----------------- | ------ |
| Freedom Chiya Grant Goldschmidt | Tournoi masculin | Poule D Gibb – Rosenthal (USA) L 0 – 2 (10-21, 11-21) Samoilovs – Sorokins (LAT) L 0 – 2 (13-21, 10-21) Fijałek – Prudel (POL) |            |                   |                     |                   |                   |                   |        |